# Cryptogemma aethiopica
Cryptogemma aethiopica é uma espécie de gastrópode do gênero Cryptogemma, pertencente a família Turridae.